# Charles Cotesworth Pinckney
Charles Cotesworth Pinckney (ur. 25 lutego 1746, zm. 16 sierpnia 1825) – amerykański polityk i dyplomata, jeden z sygnatariuszy Konstytucji Stanów Zjednoczonych.

## Życiorys
Urodził się w Charleston (Karolina Południowa) jako syn sędziego Charlesa Pinckneya.
Razem z bratem Thomasem wysłany na studia do Westminster School i Oksfordu. Następnie przyjęty do palestry i kompletujący swe wykształcenie w Kolegium wojskowym we francuskim Caen.
Do Stanów Zjednoczonych powrócił w 1769 roku. Rozpoczął praktykę prawniczą w Charleston i szybko został deputowanym prowincji. Członek kongresu prowincjonalnego w 1775. Potem był pułkownikiem karolińskiej milicji w latach 1776–1777. Pinckney został wybrany prezydentem senatu Karoliny Południowej w 1779, i brał udział w bitwie pod Savannah w tym samym roku. Schwytany pod upadku Charlestonu w 1780 i trzymany w zamknięciu do 1782 roku. Od 1783 gen-brygadier Armii Kontynentalnej.
Trzykrotnie był kandydatem w wyborach prezydenckich. W wyborach w 1796 roku otrzymał jeden głos elektorski. W wyborach w 1800 roku był najbliższy sukcesu otrzymując 64 głosy elektorskie, zaś w wyborach w 1804 roku otrzymał 14 głosów elektorskich.
W latach 1796–1797 był posłem Stanów Zjednoczonych w Paryżu. W 1797 stosunki dyplomatyczne między Francją a Stanami Zjednoczonymi zostały zerwane.